# Vecchietta
Lorenzo di Pietro, detto il Vecchietta (Siena, agosto 1410 – Siena, 6 giugno 1480), è stato un pittore, scultore e orafo italiano.

## Biografia
Vecchietta nacque e visse a Siena. Prima delle scoperte documentarie di Carlo del Bravo nel 1970, si pensava fosse nato a Castiglione d'Orcia nel 1412. Fu battezzato l'11 agosto 1410. Risulta iscritto all'Arte dei pittori di Siena dal 1428, dopo il 1460 iniziò a occuparsi anche di scultura e successivamente ebbe anche incarichi di architetto e di ingegnere militare. Morì il 6 giugno del 1480 a Siena.
Gli artisti più importanti per la sua formazione sono stati: Sassetta, Jacopo della Quercia, ma anche i fiorentini Masaccio, Masolino e Donatello. Più tardi nella sua vita è stato il maestro di Francesco di Giorgio e Neroccio de' Landi.
Non si conoscono l'origine e il motivo del soprannome Vecchietta.

### Origini
Alcuni studiosi ritengono che le prime opere in cui si può rintracciare un intervento del Vecchietta sono gli affreschi, commissionati dal vescovo Branda da Castiglione, nella cappella di Santa Caterina d'Alessandria nella Basilica di San Clemente a Roma (1428-1432 circa), ciclo normalmente attribuito per intero a Masolino da Panicale e dove un giovane Vecchietta avrebbe partecipato da apprendista. Difficile è però rintracciare i suoi contributi.
Universalmente accettato è invece l'intervento dell'artista negli affreschi della Collegiata, dell'adiacente Battistero e del Palazzo Branda Castiglioni a Castiglione Olona, in provincia di Varese (1435-1439 circa). Qui il Vecchietta vi avrebbe lavorato sempre al seguito di Masolino e sempre su commissione del vescovo Branda da Castiglione, anche se, di nuovo, si possono fare solo delle ipotesi riguardo agli affreschi dipinti direttamente dal giovane artista. In particolare gli sono riferiti come maestro indipendente (e non come aiuto di Masolino), metà delle storie dei santi Stefano e Lorenzo nella collegiata, e la cappellina nel palazzo del cardinale.
Alcuni studiosi, tra cui Antonio Natali e Maria Beltramini, attribuiscono al senese anche il progetto della chiesa del Corpus Domini (la cosiddetta Chiesa di Villa), di fronte al Palazzo Branda Castiglioni.
Nel 1439 Vecchietta è attestato a Siena dove sono documentate sculture lignee per l'altare del Duomo oggi perdute.

### Presso lo Spedale di Santa Maria della Scala a Siena

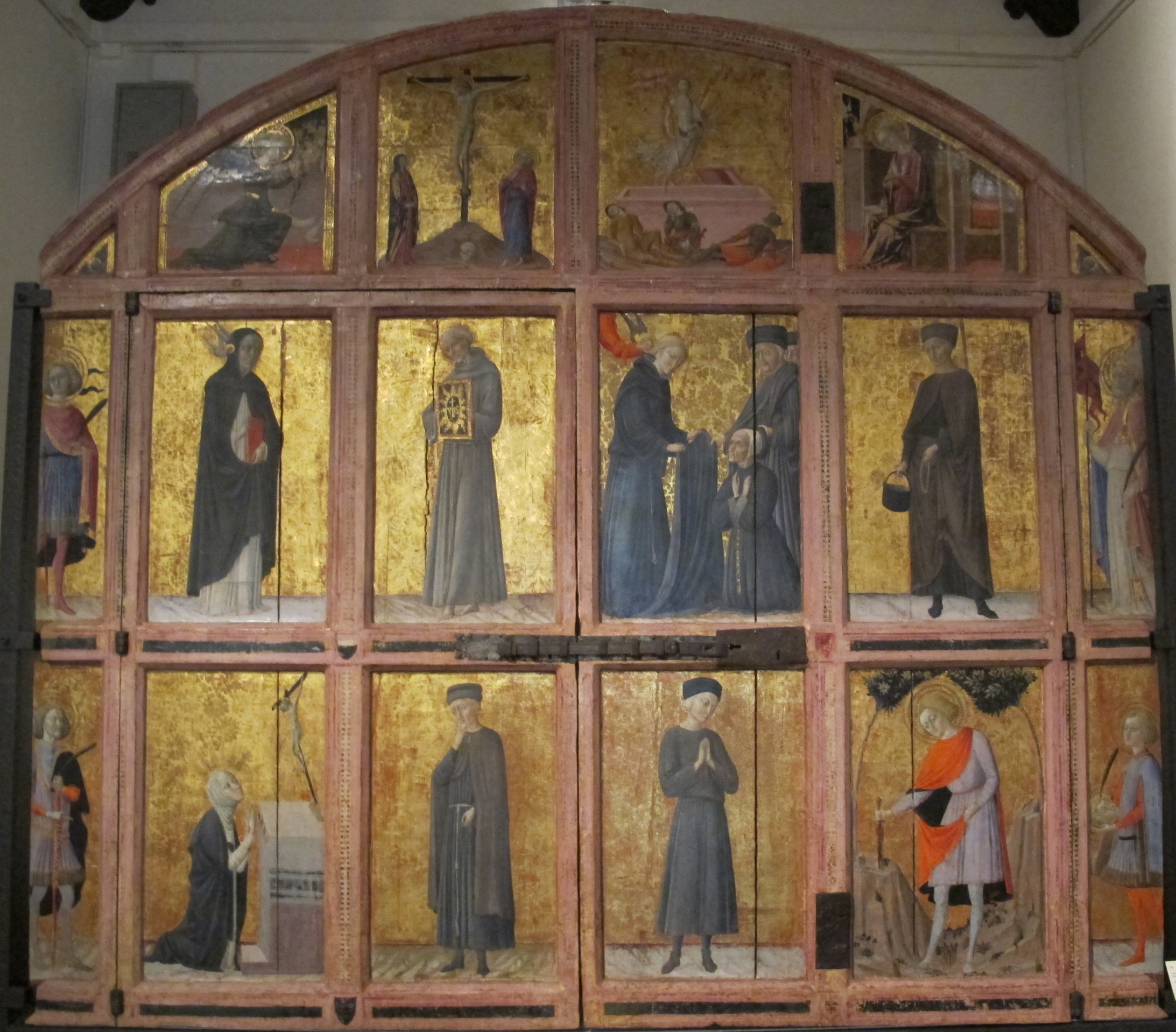
L'"Arliquiera" dello Spedale di Santa Maria della Scala

Rientrato a Siena nel 1439 fu impegnato per tutto il decennio successivo nello Spedale di Santa Maria della Scala, tanto da essere conosciuto anche col soprannome di pittor dello spedale. Per il Pellegrinaio dell'ospedale il Vecchietta dipinse nel 1441 un affresco raffigurante il sogno della madre del Beato Sorore, il leggendario calzolaio fondatore dell'Ospedale e di cui la madre ebbe in visione la vocazione caritatevole prima ancora che nascesse. Gli altri affreschi della serie sono opera di Domenico di Bartolo e Priamo della Quercia
Più tardi, nel 1445, dipinse nella Cappella del Sacro Chiodo, nota anche come Sagrestia Vecchia, un armadio porta-reliquie (arliquiera) che ora si trova nella Pinacoteca Nazionale di Siena. Affrescò anche per intero lo stesso ambiente, dal 1446 al 1449, ove dipinse la volta con le figure del Cristo, evangelisti, Dottori e Profeti, le lunette delle pareti con gli Articoli del Simbolo apostolico e i riquadri sottostanti con Storie dell'Antico Testamento.

### Altre opere pittoriche a Siena e Pienza

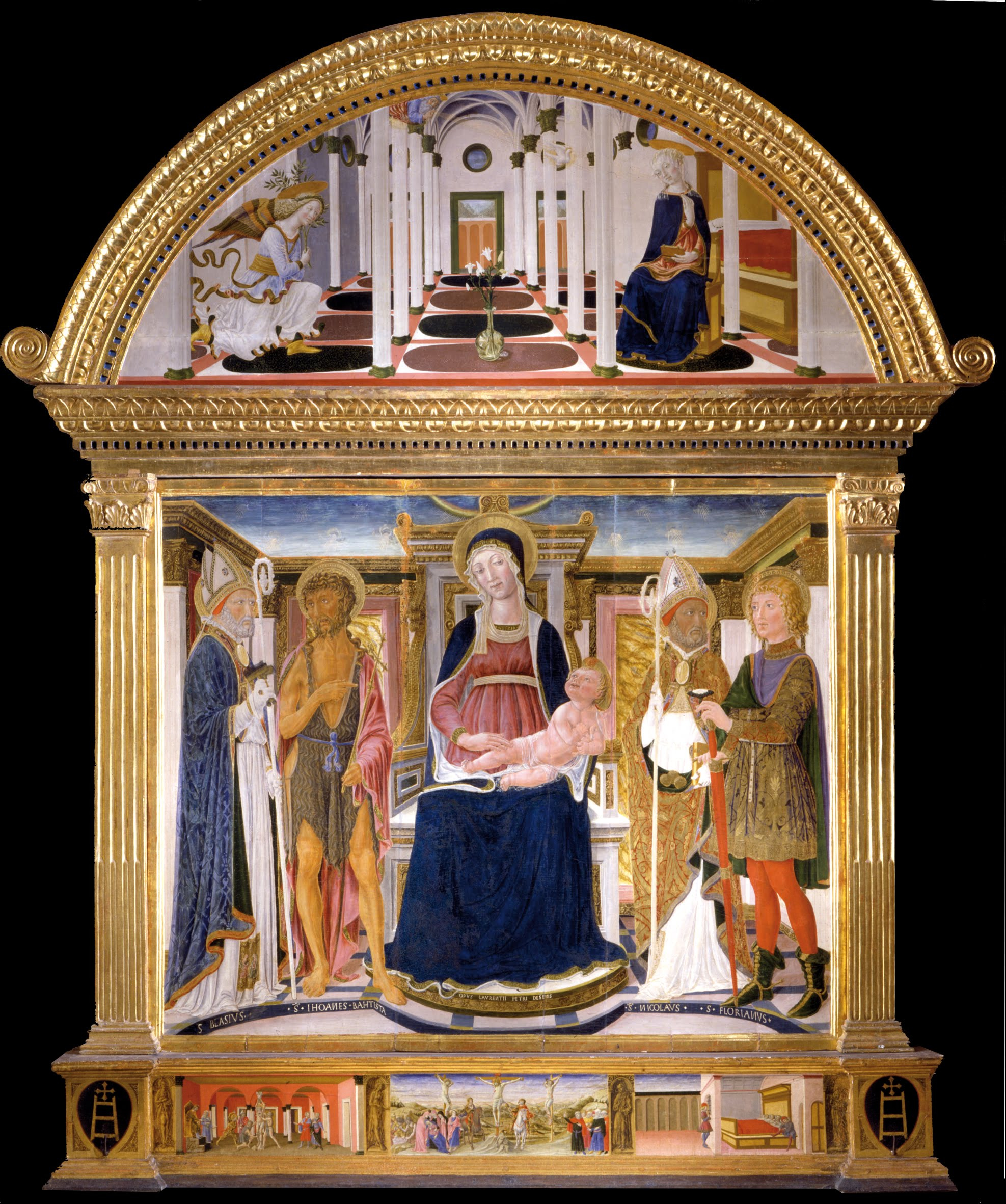
Madonna col bambino e Santi ed Annunciazione, Museo Diocesano di Pienza

A partire dal 1450, una serie di affreschi sono stati eseguiti per il Battistero del Duomo di Siena dal Vecchietta e dai suoi allievi. Essi includono rappresentazioni di quattro dei dodici apostoli (volta della prima campata della navata centrale), dodici articoli del Simbolo apostolico (le tre volte della seconda campata), la Madonna in gloria tra angeli sull'arcone absidale e gli affreschi dell'abside in basso con l’Annunciazione, la Flagellazione di Cristo e l’Andata al Calvario (affrescata dopo le volte). 
Nel 1457 eseguì inoltre, su commissione di Giacomo d'Andreuccio, il polittico raffigurante la Madonna col Bambino e i santi Bartolomeo, Giacomo, Eligio, Andrea, Lorenzo e Domenico (adesso alla Galleria degli Uffizi a Firenze) e la Madonna della Misericordia, affresco nell'ufficio del sale del palazzo pubblico a Siena.
Poco dopo, nel 1460-63 circa, realizzò la tavola con l'Assunzione per il Duomo di Pienza, creata per il Papa Pio II Piccolomini, nonché la tavola composita con la Madonna col Bambino, santi e Annunciazione in deposito presso il Museo Diocesano della stessa città.

### L'attività di scultore

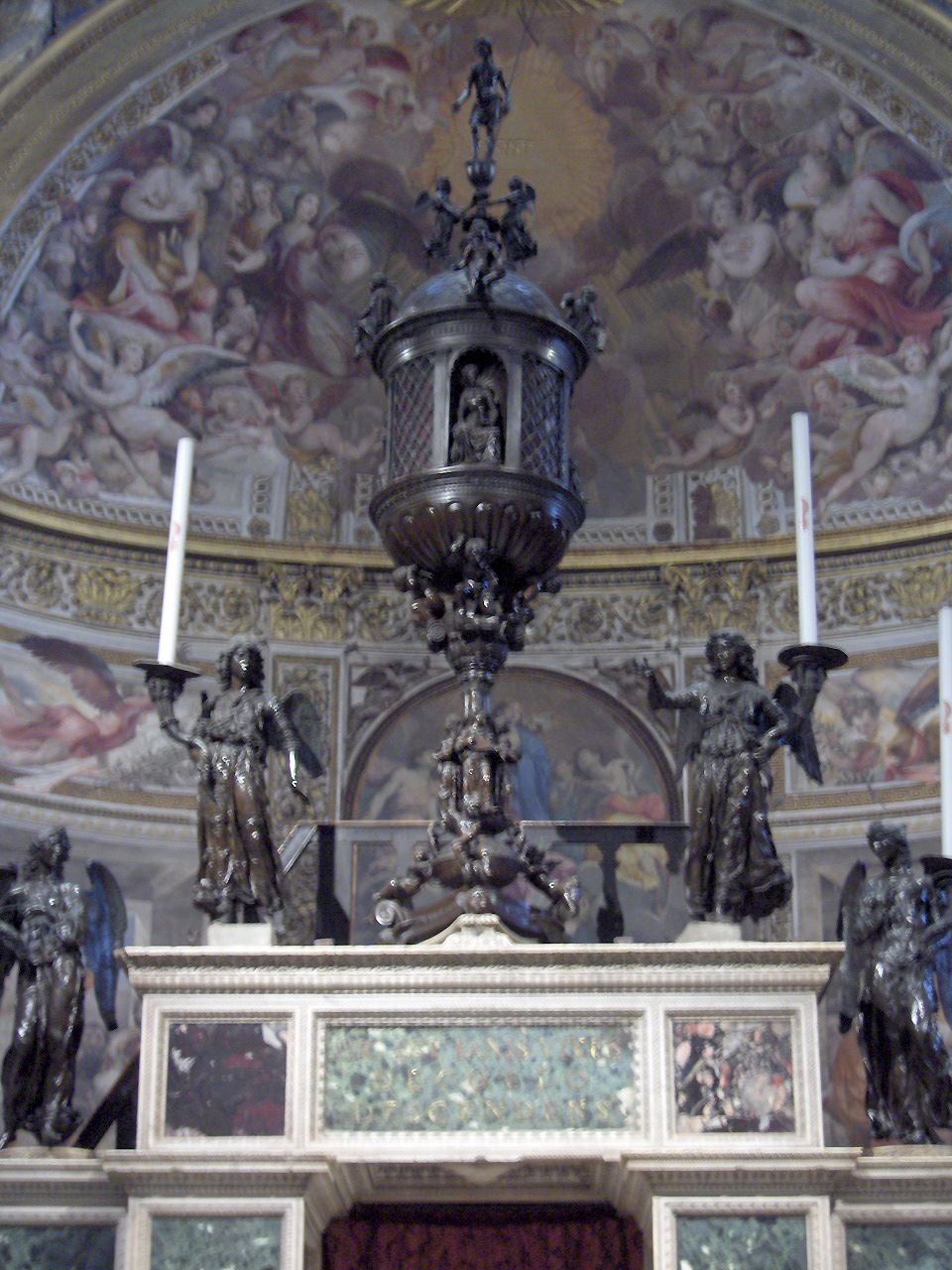
Altare della Cattedrale di Siena con il ciborio del Vecchietta

Proprio in questi anni si intensificò l'attività di scultore, a scapito di quella di pittore, facendo ritenere che l'artista incontrò molto più successo e commissioni come scultore.

Per la Loggia della Mercanzia a Siena il Vecchietta scolpì le figure di San Pietro e San Paolo (1458-1462), che furono affiancate alle tre statue di Antonio Federighi nella stessa loggia ed elogiate dal Vasari come 
Vecchietta scolpì anche una statua d'argento di Santa Caterina da Siena, al momento della canonizzazione della santa nel 1461. Quest'opera scomparve dopo l'assedio di Siena nel 1555.
Al Museo nazionale del Bargello di Firenze è esposto il Monumento funebre di Mariano Sozzini il Vecchio (noto giurista senese), opera in bronzo realizzata all'indomani della sua morte sopraggiunta nel 1467 e collocata inizialmente nella chiesa di San Domenico.
Proprio in quell'anno il Vecchietta iniziò a realizzare il ciborio in bronzo per l'Ospedale di Santa Maria della Scala (1467-1472), opere che è considerata uno dei suoi maggiori capolavori e che fu apprezzata così tanto anche dai contemporanei che fu spostato, nel 1506, nella posizione più prominente della città, ovvero sull'Altare maggiore del Duomo di Siena.

Secondo Vasari, 
Degna di nota è anche la Risurrezione, bassorilievo in bronzo del 1472 della Frick Collection di New York.

### Le ultime opere

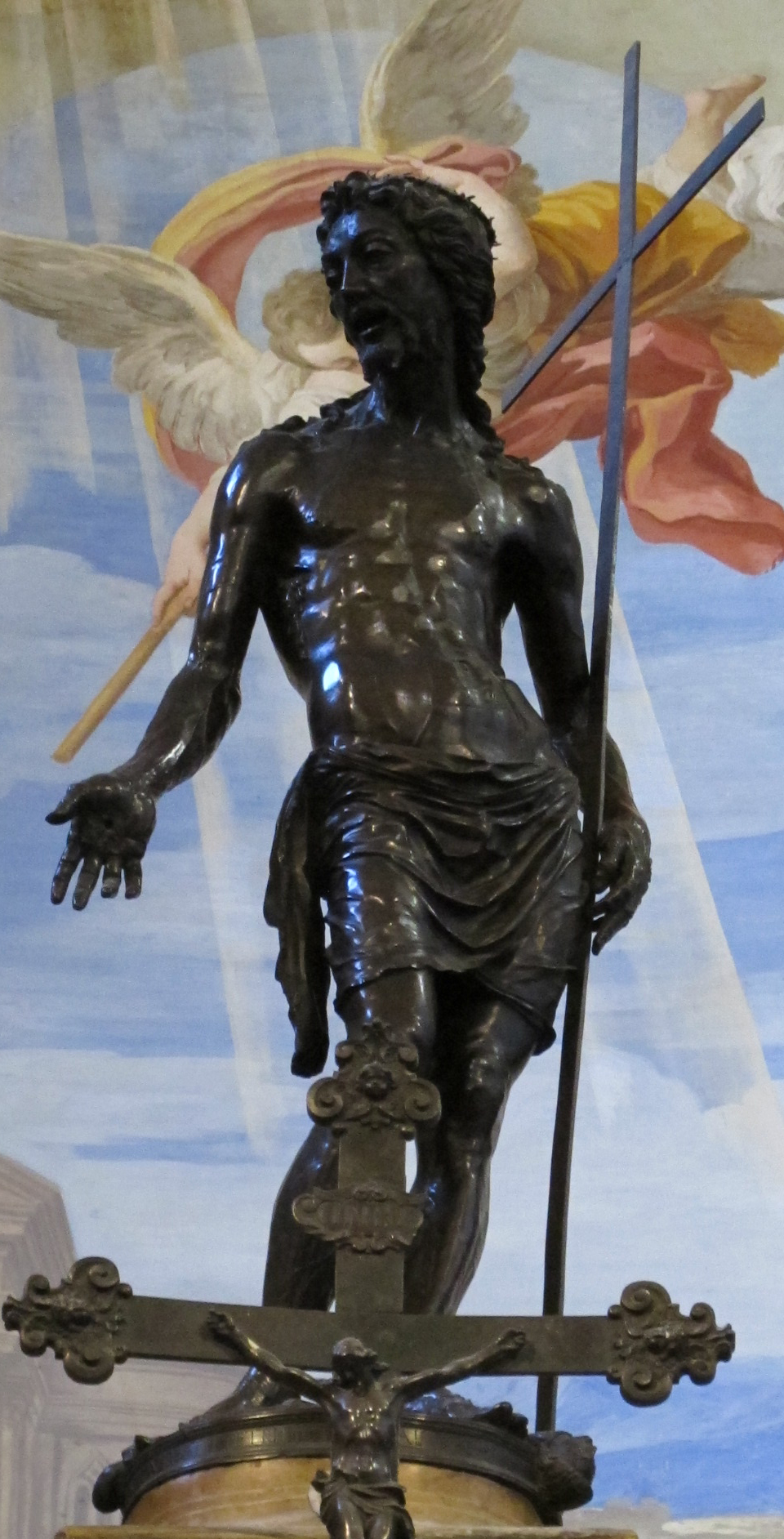
Cristo Risorto, altare della chiesa dello Spedale di Santa Maria della Scala

Anche le ultime opere sono all'insegna dell'attività di scultore più che di pittore. 
Per il suo stesso sepolcro che il Vecchietta aveva chiesto di allestire in una cappella della chiesa della Santissima Annunziata dello Spedale creò una figura in bronzo raffigurante il Cristo risorto (1476), che mostra l'influenza di Donatello. L'opera fu collocata sull'altare maggiore della chiesa, dopo che il ciborio venne spostato nel duomo.
L'unica opera pittorica prevenutaci da questi ultimi anni di attività artistica è un polittico firmato con la Madonna col Bambino affiancata dai santi Pietro, Lorenzo, Francesco, Paolo e due cherubini (1477-1478) conservato nella Pinacoteca Nazionale di Siena e realizzato per lo stesso sepolcro.
L'ultima opera è un complesso ligneo raffigurante la Dormitio Virginis (1477-1480 circa) realizzata per la chiesa di San Frediano a Lucca e conservata nel Museo Nazionale di Villa Guinigi della stessa città, con la figura dell'Assunta sovrastante completata dopo la morte del Vecchietta da Neroccio di Bartolomeo de' Landi.

## Dopo la morte
Nel 2010, nella ricorrenza dei 600 anni dalla nascita del Vecchietta, il pittore romano Franco Fortunato ha dipinto in suo ricordo il drappellone per il palio di Siena del 16 agosto, vinto dalla Contrada della Tartuca. Sul drappellone spicca l'immagine dorata della Madonna Assunta che il vecchietta realizzò su una tavola nel 1460-63 per il Duomo di Pienza, e che risulta la sua opera più importante al di fuori della città di Siena.

## Lista delle opere

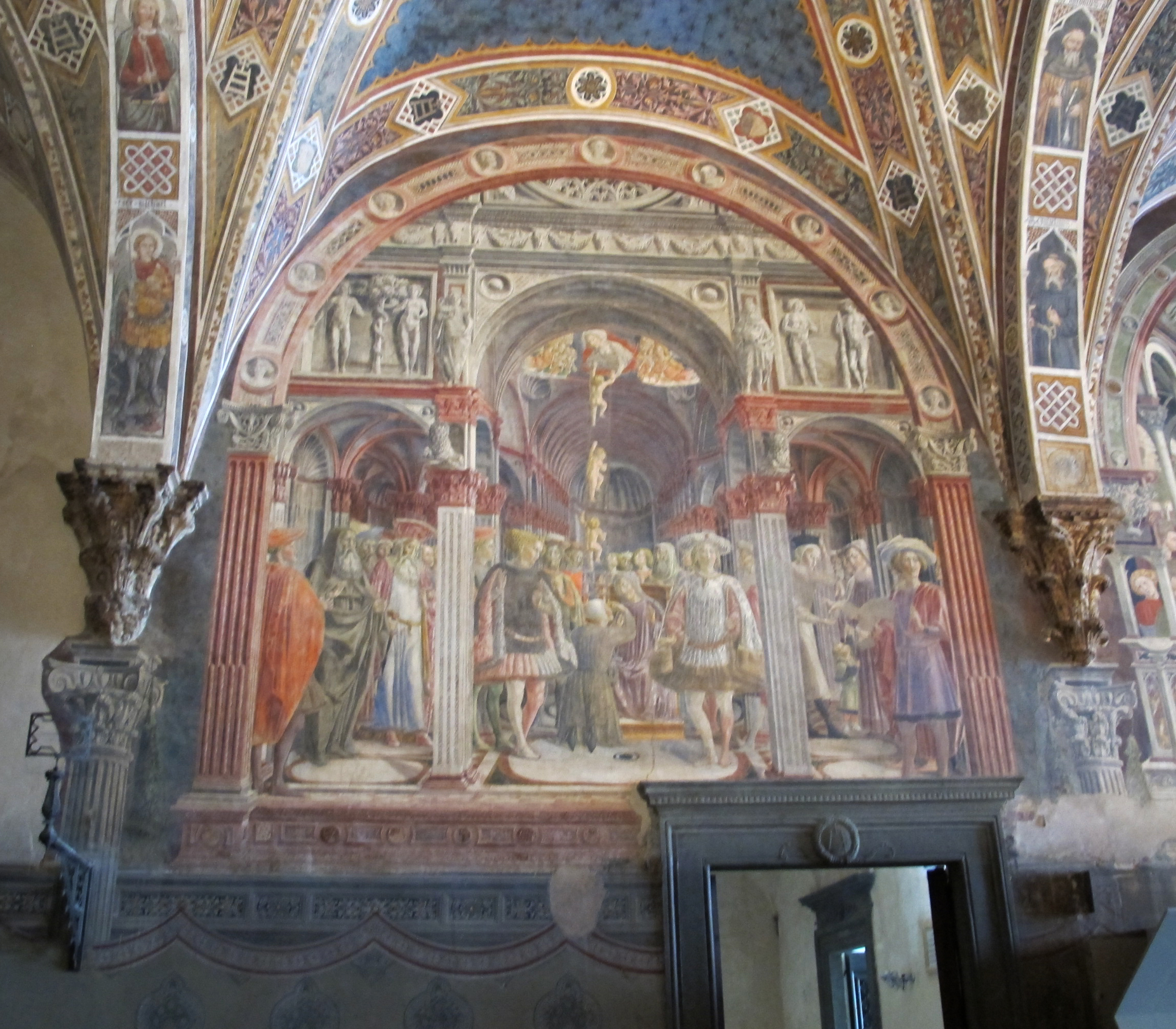
La visione del beato Sorore, Pellegrinaio dello Spedale di Santa Maria della Scala

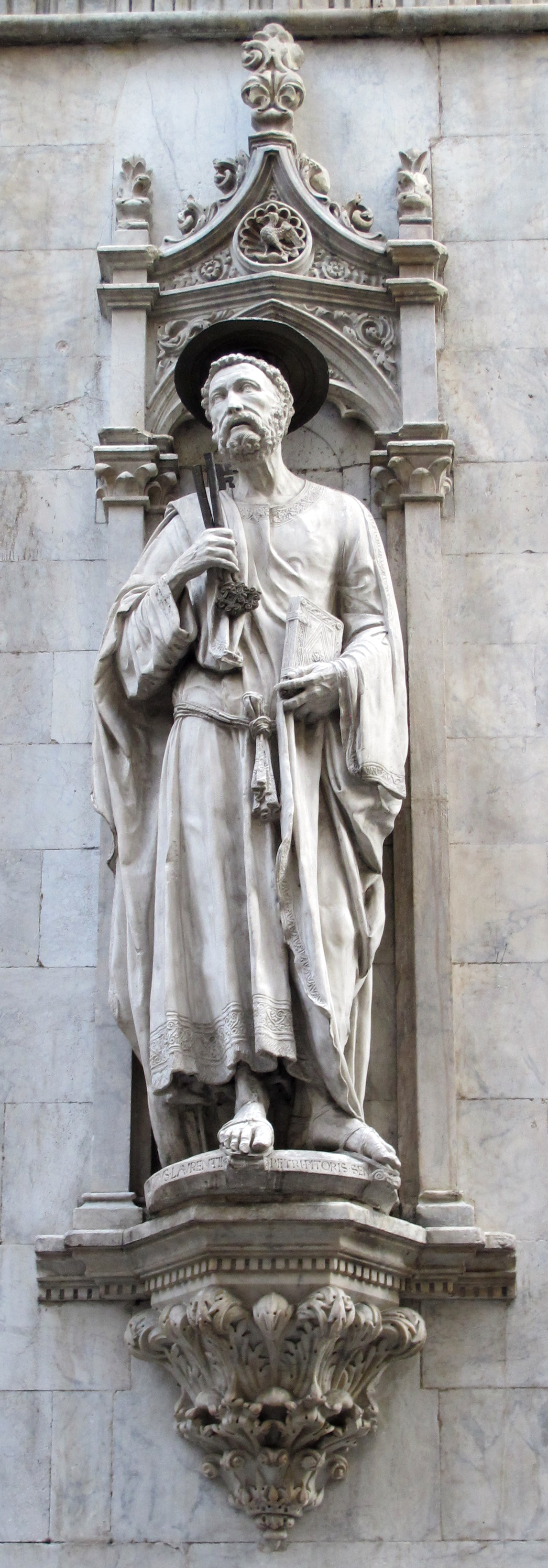
San Pietro, Loggia della Mercanzia

- Affreschi, 1435-39, Collegiata, adiacente Battistero e Palazzo Branda Castiglioni, Castiglione Olona
- San Giacomo minore, statua su legno policromo, 1440-45, collezione privata
- Arliquiera, armadio dipinto, 1445, Pinacoteca Nazionale, Siena
- Cristo, evangelisti, profeti, dottori e articoli del Credo, affreschi, 1446-49, Sagrestia Vecchia di Santa Maria della Scala, Siena
- Pietà, affresco, 1448, Oratorio di san Bernardino, Siena
- Pietà, statua su legno policromo, 1448-50, Oratorio di san Bernardino, Siena
- Quattro apostoli ed articoli del credo, affreschi, 1450-1456, Battistero, Siena
- Annunciazione, Flagellazione di Cristo, Andata al Calvario, affreschi, 1450-1456, Battistero, Siena
- Madonna della Misericordia, affresco, 1457, Ufficio del Sale del Palazzo Pubblico, Siena
- Madonna col Bambino e i santi. Bartolomeo, Giacomo, Eligio, Andrea, Lorenzo e Domenico, polittico su tavola, 1457, Galleria degli Uffizi, Firenze
- Assunta e San Pietro, bassorilievo e statua in legno policromo, 1457 ca, chiesa di san Giorgio, Montemerano
- San Paolo e San Pietro, statue di marmo, 1458-62, Loggia della Mercanzia, Siena
- Frontespizio delle Costituzioni concesse da Pio II al Capitolo metropolitano di Siena, 1460, Archivio capitolare, Siena.
- San Bernardino, statua in legno policromo, 1460 ca. Museo nazionale del Bargello, Firenze
- Madonna Assunta, tavola, 1460-63, Duomo, Pienza
- Santa Caterina, affresco, 1461, Sala del Mappamondo del Palazzo Pubblico, Siena
- Madonna col Bambino e santi e Annunciazione, tavola, 1462-63, Museo Diocesano, Pienza
- Monumento funebre di Mariano Sozzini, opera in bronzo, 1467, Museo nazionale del Bargello, Firenze
- Ciborio, opera in bronzo, 1467-72, Duomo, Siena
- Risurrezione, bassorilievo in bronzo, 1472, Frick Collection, New York
- Sant'Antonio Abate, statua in legno policromo, 1475, Concattedrale di San Giovenale, Narni
- Cristo Risorto, opera in bronzo, 1476, Chiesa della Santissima Annunziata, Siena
- Madonna col bambino e i santi Pietro, Paolo, Lorenzo e Francesco e due cherubini, tavola, 1477-78, Pinacoteca Nazionale, Siena
- Dormitio Virginis, complesso ligneo, 1477-80, Museo Nazionale di Villa Guinigi, Lucca
- Tavola di San Giovenale, tavola, data incerta, Concattedrale di San Giovenale, Narni
- San Lorenzo, tavola, data incerta, Pinacoteca Nazionale, Siena
- Madonna col Bambino ed Angeli, tavola, data incerta (1440-45 oppure 1450-1455), Museo Diocesano, Montalcino
- Madonna col bambino e due santi, polittico su tavola, data incerta (1440-45 oppure 1450-1455), Musée du Petit Palais, Avignone
- San Pietro martire, tavola, data incerta, Collezione Vittorio Cini, Venezia